# Phypia bipunctula
Phypia bipunctula är en insektsart som beskrevs av Stsl 1862. Phypia bipunctula ingår i släktet Phypia och familjen vedstritar. Inga underarter finns listade i Catalogue of Life.